# Adelognathus tetratinctorius
Adelognathus tetratinctorius là một loài tò vò trong họ Ichneumonidae.